# K-Zusammenhang
Der k-Zusammenhang eines Graphen ist ein wichtiger Begriff in der Graphentheorie und eine Verallgemeinerung des Zusammenhangs. Anschaulich ist der k-Zusammenhang ein Maß dafür, wie schwierig es ist, einen Graphen durch Löschen von Knoten in zwei Komponenten zu zerlegen. Ist der k-Zusammenhang groß, so müssen viele Knoten gelöscht werden.

## Definition

### Ungerichtete Graphen
Ein ungerichteter Graph {\displaystyle G=(V,E)} (welcher auch ein Multigraph sein kann) heißt k-fach knotenzusammenhängend (oder auch einfach k-fach zusammenhängend oder k-zusammenhängend), wenn es keinen Trenner {\displaystyle T=(X,Y)} in {\displaystyle G} mit einer maximal {\displaystyle (k-1)}-elementigen Knotenmenge {\displaystyle X} und leerer Kantenmenge {\displaystyle Y=\emptyset } gibt. Äquivalent dazu ist, dass für alle Knotenmengen {\displaystyle K} mit Mächtigkeit {\displaystyle k-1} der von {\displaystyle V\backslash K} induzierte Teilgraph zusammenhängend ist.
Ist {\displaystyle U} eine Teilmenge der Knotenmenge {\displaystyle V} mit der Eigenschaft, dass der von {\displaystyle U} induzierte Teilgraph {\displaystyle G[U]} {\displaystyle k}-zusammenhängend ist und {\displaystyle G[W]} für jede Knotenmenge {\displaystyle W\supset U,W\neq U} nicht {\displaystyle k}-zusammenhängend ist, so nennt man {\displaystyle G[U]} eine k-Zusammenhangskomponente von {\displaystyle G}. Eine 2-Zusammenhangskomponente nennt man auch einen Block.
Als Knotenzusammenhangszahl {\displaystyle \kappa (G)} (oft kurz Zusammenhangszahl oder Zusammenhang genannt) eines Graphen {\displaystyle G} bezeichnet man das größte {\displaystyle k}, sodass {\displaystyle G} {\displaystyle k}-zusammenhängend ist. Eine dazu äquivalente Definition ist, dass die Knotenzusammenhangszahl die kleinste Mächtigkeit eines Trenners von {\displaystyle G} mit leerer Kantenmenge ist.
Graphen, die k-zusammenhängend sind, haben Zusammenhangszahlen {\displaystyle \kappa (G)}, die größer gleich {\displaystyle k} sind: {\displaystyle \kappa (G)\geq k}.

### Gerichtete Graphen
Ein gerichteter Graph {\displaystyle D=(V,A)} (welcher auch Mehrfachkanten enthalten kann) heißt k-fach stark zusammenhängend, wenn für jede Knotenmenge {\displaystyle U} der Mächtigkeit {\displaystyle k-1} der von {\displaystyle V\backslash U} induzierte Teilgraph {\displaystyle G\left[V\backslash U\right]} stark zusammenhängend ist.
Das größte {\displaystyle k}, so dass {\displaystyle D} {\displaystyle k}-fach stark zusammenhängend ist, wird starke Zusammenhangszahl genannt und mit {\displaystyle \sigma (D)} bezeichnet.

## Beispiel

### K-facher Zusammenhang
Betrachte als Beispiel das rechts dargestellte Haus vom Nikolaus. Es ist 2-zusammenhängend, da keine Trenner existieren, die nur aus einem Knoten bestehen. Äquivalent dazu ist, dass keine Artikulation existiert. Betrachtet man aber nun z. B. die Knoten 3 und 4, so trennen diese das Haus in die Knotenmengen 5 sowie 1 und 2, da jeder Weg von 5 nach 1 oder 2 durch einen der Knoten 3 oder 4 gehen muss. Das Haus ist also einfach und zweifach knotenzusammenhängend und seine Knotenzusammenhangszahl ist {\displaystyle \kappa (G)=2}.

### K-fach starker Zusammenhang

Der im Beispiel behandelte Digraph

Betrachte als Beispielgraph den rechts dargestellten Turniergraph. Der Graph ist stark zusammenhängend, also auf jeden Fall einfach stark zusammenhängend. Beginnt man mit dem Löschen von einelementigen Knotenmengen, so wird der starke Zusammenhang jedoch bald zerstört. Entfernt man z. B. den Knoten 3, so ist der Knoten 2 von Knoten 4 aus nicht mehr erreichbar. Somit ist der Digraph einfach stark zusammenhängend und {\displaystyle \sigma (D)=1}.

## Eigenschaften
- Jeder {\displaystyle k}-zusammenhängende Graph ist auch {\displaystyle (k-1)}-zusammenhängend (da es keine {\displaystyle (k-1)}-elementige Knotenmenge gibt, die {\displaystyle G} trennt, gibt es natürlich auch keine {\displaystyle (k-2)}-elementige).
- Ein einfacher Graph ist genau dann 2-zusammenhängend, wenn er keine Artikulation besitzt.
- Eine 1-Zusammenhangskomponente ist genau die klassische Zusammenhangskomponente.
- Ist {\displaystyle |G|\geq 2}, so gilt {\displaystyle \delta (G)\geq \lambda (G)\geq \kappa (G)}, wobei {\displaystyle \lambda (G)} die Kantenzusammenhangszahl und {\displaystyle \delta (G)} der Minimalgrad des Graphen {\displaystyle G} ist. Hoher Zusammenhang setzt also hohen Minimalgrad voraus. Der Umkehrschluss gilt jedoch nicht.
- {\displaystyle G} ist genau dann {\displaystyle k}-zusammenhängend, wenn {\displaystyle G} zwischen je zwei Knoten {\displaystyle k} disjunkte Wege enthält. Diese Aussage ist auch als die globale Version des Satzes von Menger bekannt.

## Algorithmen

### Bestimmung der Knotenzusammenhangszahl
Zur Berechnung der Knotenzusammenhangszahl gibt es polynomielle Algorithmen. Dazu kann man beispielsweise Flussalgorithmen verwenden. Hierfür berechnet man für alle Knotenpaare {\displaystyle s,t} einen maximalen {\displaystyle s}-{\displaystyle t}-Fluss. Der kleinste Wert, den der Fluss annimmt, ist dann nach dem Satz von Menger die Knotenzusammenhangszahl. Ist also {\displaystyle F(n,m)} der benötigte Aufwand, einen {\displaystyle s}-{\displaystyle t}-Fluss in einem Graphen mit n Knoten und m Kanten zu bestimmen, so liefert dieser naive Ansatz immerhin einen Aufwand von {\displaystyle {\mathcal {O}}(n^{2}F(n,m))}. Allerdings gibt es auch effizientere Algorithmen.
Ein sehr guter, aber komplizierter Algorithmus zur Berechnung des Kantenzusammenhangs eines gerichteten (und damit auch ungerichteten) Graphen mit rationalen Gewichten wurde von H. Gabow entwickelt (basierend auf der Matroid-Theorie, also einer Menge von Teilbäumen).
Ein leichter und auch für reelle Gewichte geeigneter Algorithmus existiert, entdeckt von Stoer/Wagner und zeitgleich Nagamotchi/Ibaraki.
Dieser funktioniert mittels Knotenkontraktion und nur für ungerichtete Graphen.
Ein auf Flussalgorithmen basierender Algorithmus für gerichtete Graphen wurde von Hao/Orlin vorgestellt.

### Test auf k-Zusammenhang
Ist man nicht an der Knotenzusammenhangszahl interessiert, sondern will man nur wissen, ob ein Graph k-zusammenhängend ist für vorgegebenes k, so gibt es schnelle Algorithmen. So kann der 2-Zusammenhang in linearer Zeit bestimmt werden. Für ungerichtete Graphen gibt es lineare Algorithmen, die einen 3-Zusammenhang überprüfen. Für 4-Zusammenhang in ungerichteten Graphen existieren Algorithmen mit Aufwand {\displaystyle {\mathcal {O}}(n^{2})}

## Verwandte Begriffsbildungen
Der Kantenzusammenhang ist ein zum k-Zusammenhang ähnlicher Begriff, bloß dass nur Trenner mit leerer Knotenmenge und einer beliebigen Kantenmenge betrachtet werden. Der Kantenzusammenhang gibt also ein Maß dafür an, wie viele Kanten aus einem Graphen entfernt werden müssen, so dass dieser in verschiedene Komponenten zerfällt. Einen zum Kantenzusammenhang analogen Begriff für gerichtete Graphen bildet der Bogenzusammenhang, welcher anstelle von ungerichteten Kanten gerichtete Kanten betrachtet.

## Anzahl einfacher nicht-isomorpher unbenannter Graphen
Anzahl der verschiedenen nicht-isomorphen einfachen unbenannten {\displaystyle k}-zusammenhängenden Graphen mit {\displaystyle n} Knoten für {\displaystyle n} von 1 bis 9, inklusive der Referenz OEIS (einfache Graphen umfassen sowohl zusammenhängende, wie auch nicht zusammenhängende):
| {\displaystyle k} \ {\displaystyle n} | 1 | 2 | 3 | 4  | 5  | 6   | 7    | 8     | 9      | OEIS    |
| ------------------------------------- | - | - | - | -- | -- | --- | ---- | ----- | ------ | ------- |
| einfach                               | 1 | 2 | 4 | 11 | 34 | 156 | 1044 | 12346 | 274668 | A000088 |
| 1                                     | 1 | 1 | 2 | 6  | 21 | 112 | 853  | 11117 | 261080 | A001349 |
| 2                                     | 0 | 1 | 1 | 3  | 10 | 56  | 468  | 7123  | 194066 | A002218 |
| 3                                     | 0 | 0 | 1 | 1  | 3  | 17  | 136  | 2388  | 80890  | A006290 |
| 4                                     | 0 | 0 | 0 | 1  | 1  | 4   | 25   | 384   | 14480  | A086216 |
| 5                                     | 0 | 0 | 0 | 0  | 1  | 1   | 4    | 39    | 1051   | A086217 |
| 6                                     | 0 | 0 | 0 | 0  | 0  | 1   | 1    | 5     | 59     |         |
| 7                                     | 0 | 0 | 0 | 0  | 0  | 0   | 1    | 1     | 5      |         |

Anzahl der verschiedenen nicht-isomorphen einfachen unbenannten Graphen mit {\displaystyle n} Knoten und der Knotenzusammenhangszahl {\displaystyle \kappa }:
| {\displaystyle \kappa } \ {\displaystyle n} | 1 | 2 | 3 | 4 | 5  | 6  | 7   | 8    | 9      | OEIS    |
| ------------------------------------------- | - | - | - | - | -- | -- | --- | ---- | ------ | ------- |
| 0                                           | 0 | 1 | 2 | 5 | 13 | 44 | 191 | 1229 | 13588  |         |
| 1                                           | 1 | 0 | 1 | 3 | 11 | 56 | 385 | 3994 | 67014  | A052442 |
| 2                                           | 0 | 1 | 0 | 2 | 7  | 39 | 332 | 4735 | 113176 | A052443 |
| 3                                           | 0 | 0 | 1 | 0 | 2  | 13 | 111 | 2004 | 66410  | A052444 |
| 4                                           | 0 | 0 | 0 | 1 | 0  | 3  | 21  | 345  | 13429  | A052445 |
| 5                                           | 0 | 0 | 0 | 0 | 1  | 0  | 3   | 34   | 992    |         |
| 6                                           | 0 | 0 | 0 | 0 | 0  | 1  | 0   | 4    | 54     |         |